# 금강홍수통제소
금강홍수통제소(錦江洪水統制所, Geum River Flood Control Office, 약칭: GRFCO)는 금강의 홍수 및 갈수(渴水)의 통제 및 관리 등의 사무를 관장하는 대한민국 환경부의 소속기관이다. 1990년 8월 28일 발족하였으며, 충청남도 공주시 금벽로 551에 위치하고 있다. 소장은 서기관·기술서기관 또는 연구관으로 보한다.

## 직무
- 홍수 및 갈수(渴水)의 통제 및 관리
- 수문조사 및 관측
- 홍수 및 갈수의 예보 및 전달과 댐의 조작·관리
- 수문조사시설의 설치·운영 및 관리
- 홍수 및 갈수 예보에 관한 기술개선·발전 및 전산개발
- 전기통신시설의 관리·운용
- 홍수 및 갈수 통제 종사원 및 수문조사 관련 업무 종사자에 대한 교육
- 수문자료의 분석 및 관리
- 하천유량관리 시스템의 구축 및 운영
- 강우레이더의 설치·운영 및 관리
- 수자원 정보의 수집·관리 및 배포
- 수자원기술의 향상을 위한 해외협력

## 연혁
- 1968년 1월 1일: 중부국토건설국 소속으로 공주홍수통제소 설치.
- 1974년 6월 29일: 건설부 소속 금강홍수통제소로 개편.
- 1976년 3월 13일: 금강홍수통제소 폐지.
- 1990년 8월 28일: 건설부 소속으로 금강홍수통제소 설치.
- 1994년 12월 23일: 건설교통부 소속으로 변경.
- 1998년 12월: 삽교천 수계 홍수예보시설 설치.
- 2001년 4월: 갑천유역 홍수예경보시설 설치.
- 2008년 2월 29일: 국토해양부 소속으로 변경.
- 2008년 4월: 금강 및 삽교천 수계 하천수사용 허가업무 인수.
- 2013년 3월 23일: 국토교통부 소속으로 변경.
- 2012년 1월: 댐·보 연계 운영.
- 2018년 6월 8일: 환경부 소속으로 변경.

## 관할구역
- 대전광역시
- 세종특별자치시
- 경기도 금강수계지역
- 충청북도[1]
- 충청남도[2]
- 전북특별자치도 금강수계지역
- 경상북도 금강수계지역

## 조직

### 소장
- 운영지원과[3]
- 예보통제과[4]
- 전기통신과[5]